# John Gierach
John Gierach, né dans l'État de l'Illinois le 21 janvier 1946 et mort le 3 octobre 2024, est un poète, journaliste, photographe et auteur américain du mouvement Nature writing, auteur de récits sur la pêche à la mouche.

## Biographie

### Formation
Né dans une petite ville, il passe toute sa jeunesse dans le Midwest : d'abord dans l'Illinois, puis le Minnesota et l'Ohio. Il se passionne pour la chasse et la pêche dès l'âge de 5 ans. 
Il suit des études supérieures et obtient un diplôme de philosophie de l'University of Findlay (en), une université privée de Findlay (Ohio). Il s'installe ensuite dans l'Ouest, où il découvre la pêche à la mouche. Il s'installe dans un premier temps en bordure de la rivière St. Vrain Creek, à proximité du village de Lyons, dans le Colorado, puis dans le comté de Larimer. Il travaille comme pigiste, journaliste, photographe, chroniqueur.

### Écrits sur la pêche à la mouche
Il écrit des articles pour le Gray's Sporting Journal (en) et Field & Stream (en) tandis qu'il exerce comme rédacteur en chef à Fly, Rod and Reel. Il rédige également des articles pour le quotidien Longmont Times-Call (en) de Longmont (Colorado) et pour un mensuel du Colorado, Redstone Review. Il tient aussi une chronique mensuelle dans le New York Times. Il publie en outre, dans les années 1970, des recueils de poésie, puis, à partir des années 1980, des essais sur la pêche à la mouche, Gierach étant influencé dans leur écriture par l'auteur Thomas McGuane.
En 1994, il reçoit le prix Roderick Haig-Brown de l'ONG Federation of Fly Fishers (en), basée à Livingston, dans le Montana. Depuis 1991, ce prix récompense un auteur sur la pêche à la mouche dont l'œuvre incarne la philosophie du Canadien Roderick Haig-Brown (en), témoignant en particulier d'un respect de l'éthique et des traditions de la pêche à la mouche, ainsi qu'une compréhension des cours d'eau, de leurs habitants et environnement.

## Œuvres

### Poésie
- Motel Thought in the 70's: Poems (1975)
- A More: poems 74-75 (1975)
- Signs of Life (1977)

### Essais
- Flyfishing the High Country (1984)
- Trout Bum (1986) Publié en français sous le titre Traité du zen et de l'art de la pêche à la mouche, recueil de chroniques, traduit de l'américain par Jacques Mailhos, Éditions Gallmeister, Paris, juin 2009, 230 pages.  (ISBN 2351780264)
- The View from Rat Lake (1988) Publié en français sous le titre Truites & Cie, recueil de chroniques, traduit de l'américain par Jacques Mailhos, Éditions Gallmeister, Paris, juin 2010, 240 pages.  (ISBN 2351780361)
- Flyfishing Small Streams (1989)
- Sex, Death, and Fly-Fishing (1990) Publié en français sous le titre Sexe, mort et pêche à la mouche, recueil de chroniques, traduit de l'américain par Jacques Mailhos, Éditions Gallmeister, Paris, novembre 2014, 240 pages.  (ISBN 978-2-351-78081-7)
- Where the Trout Are All as Long as Your Leg (1991) Publié en français sous le titre Là-bas, les truites..., recueil de chroniques, traduit de l'américain par Jacques Mailhos, Éditions Gallmeister, Paris, juin 2012, 88 pages.  (ISBN 978-2-35178-055-8)
- Even Brook Trout Get the Blues (1992) Publié en français sous le titre Même les truites ont du vague à l'âme, recueil de chroniques, traduit de l'américain par Jacques Mailhos, Éditions Gallmeister, Paris, juin 2011, 232 pages.  (ISBN 978-2-35178-045-9)
- Dances with Trout (1994)
- Another Lousy Day in Paradise (1996) Publié en français sous le titre Une journée pourrie au paradis des truites, traduit de l'américain par Anatole Pons, Éditions Gallmeister, 2017.  (ISBN 978-2-404-00619-2)
- Standing in a River Waving a Stick (1999)
- Fishing Bamboo: An Angler's Passion for the Traditional Fly Rod (1997)
- Death Taxes And Leaky Waders: A John Gierach Fly Fishing Treasury (2000)
- Good Flies: Favorite Trout Patterns and How They Got That Way (2000)
- At the Grave of the Unknown Fisherman (2003)
- Still Life with Brook Trout (2005)
- Fool's Paradise (2008)
- No Shortage of Good Days (2011)
- All Fisherman Are Liars (2014)

## Sources
- (en) Cet article est partiellement ou en totalité issu de l’article de Wikipédia en anglais intitulé « John Gierach » (voir la liste des auteurs).